# Tablice rejestracyjne w Andorze

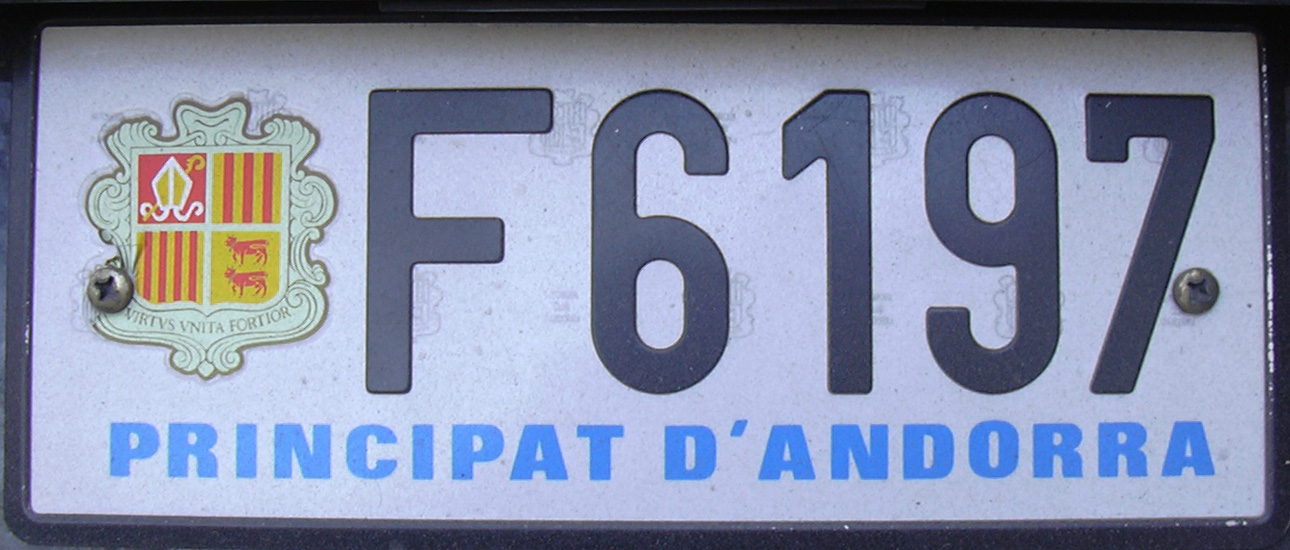
Tablica rejestracyjna w Andorze.

Tablice rejestracyjne w Andorze składają się z litery i czterech cyfr (np. A1234), i posiadają herb Andory po lewej stronie i niebieski napis "Principat d'Andorra" pod numerami. Tablice mają czarne numery i białe tło.

## Historia

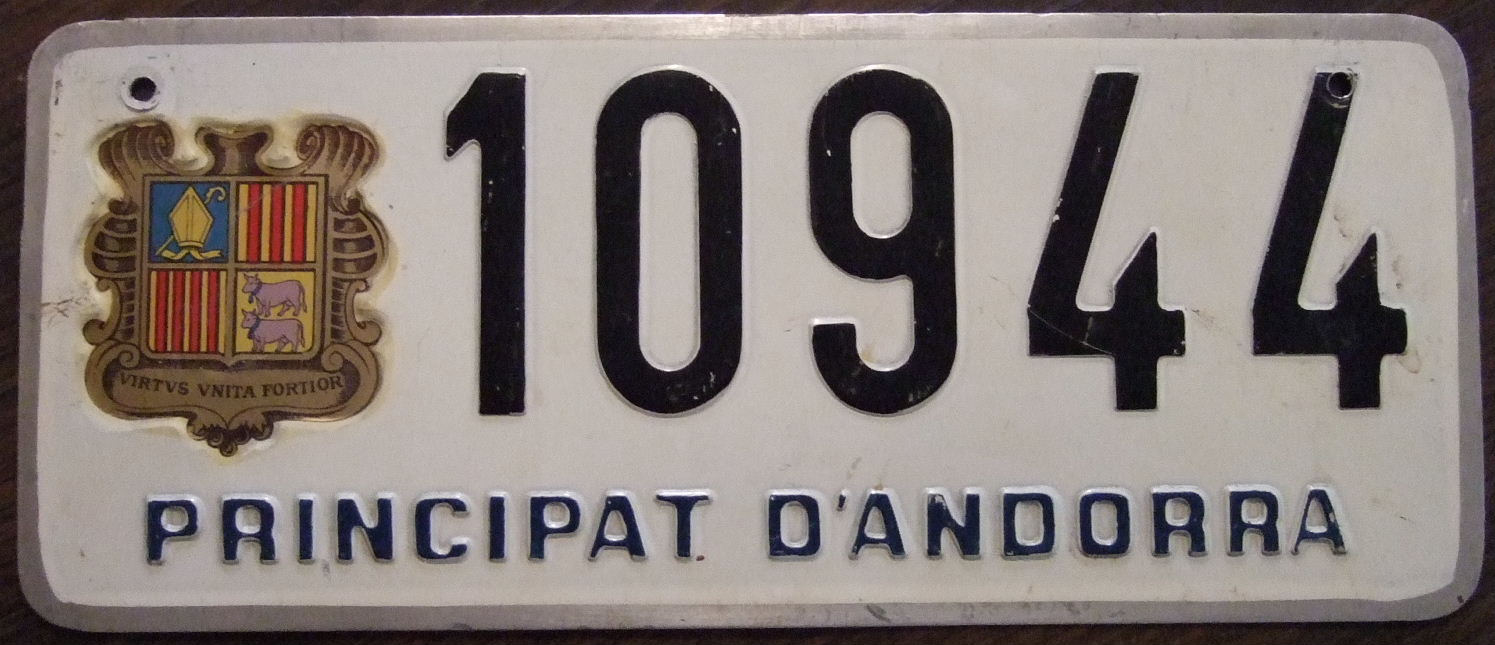
Tablica z lat siedemdziesiątych.

Pierwsze tablice z Andory zostały wydane w 1930 roku i były w tych samych kolorach, co teraz. Składały się z liter "AND" i czterech cyfr, np. AND 1234.
Nowa seria została zaplanowana na rok 2011. Zostanie dodany niebieski pas z kodem kraju (AND) i herbu.

## Tablice specjalne
- MT - Używane jako tablice tymczasowe, MT oznacza Matricula Temporal. Tablice składają się z dwóch liter w czerwonym kwadracie, czterech cyfr i daty upłynięcia ważności w drugim kwadracie.